# Karrakatta
Karrakatta is een buitenwijk van West-Australiës hoofdstad Perth. Karrakatta wordt door de spoorweg die van Fremantle naar Perth loopt in twee delen gesplitst. In het zuidelijke deel ligt het kerkhof van Karrakatta dat bekend is omwille van de vele notabelen die er begraven liggen. In het noordelijke deel bevindt zich de militaire basis Irwin Barracks.

## Geschiedenis
De Nyungah Aborigines waren de oorspronkelijke bewoners van de streek. Karrakatta is een aboriginesnaam maar de betekenis is niet met zekerheid geweten. Katta betekent heuvel of de top van iets. Karra kan zijn afgeleid van karri (een krab), karak (de roodstaartraafkaketoe), kara (een spin) of karh-rh (een orchidee met een eetbare wortel). Karrakatta betekent dus vermoedelijk iets als heuvel of top van de heuvel waar een bepaalde spin, krab, kaketoe of orchidee voorkomt. Vermoedelijk noemden de Aborigines de top van Mount Eliza Karrakatta.
In 1895 werd er een gebied voor een militair oefenterrein gereserveerd. Het werd Karrakatta Camp genoemd. Een jaar later werd er een schietbaan aangelegd. Op 5 december 1948 werd het kamp hernoemd naar het Irwin Training Centre om Frederick Irwin te eren. In 2011 heette de militaire basis Irwin Barracks.
In 1899 werd het kerkhof van Perth er geopend. Er liggen duizenden West-Australiërs begraven waaronder veel bekende personen zoals schrijvers, historici, politici en andere notabelen.

## Vernoeming
De oudste vrouwenclub van Australië, opgericht in 1894, heet de Karrakatta Club. De naam werd gekozen omdat men dacht dat het aborigineswoord "heuvel van vuur" betekende.